# Mi hermosa lavandería
Mi hermosa lavanderia (en inglés, My Beautiful Laundrette) es una película británica, estrenada el 18 de noviembre de 1985, dirigida por Stephen Frears y con guion de Hanif Kureishi.
La cinta nos ofrece una visión sobre una relación homosexual y la vida de la comunidad asiática en el Londres de la época Thatcher.

## Sinopsis
Omar (Gordon Warnecke) es el hijo de un periodista pakistaní que vive en Londres pero que detesta Inglaterra, su trato a los inmigrantes y su política internacional. En cambio, su tío paterno, Nasser, es un integrado y exitoso empresario, activo miembro de la comunidad asiática de Londres. El padre de Omar le pide al tío que le dé a Omar un trabajo, y tras trabajar un breve periodo lavando coches en un garaje de su tío, le asignan la tarea de regentar una lavandería en declive para reflotarla, y él pone todo su empeño en ello.
Entre tanto el coche de Omar es atacado por un grupo de ultraderechistas que gritan consignas racistas. Entre los extremistas Omar reconoce a un viejo amigo del colegio, Johnny (Daniel Day-Lewis). Tras el reencuentro Johnny acepta ayudar a Omar en la lavandería y ambos retoman una relación amorosa que habían interrumpido al dejar los estudios. 
La relación entre ambos se verá influenciada por la situación económica, la antigua banda de Johnny y también por Tania, la hija de Nasser. Además se nos mostraran las relaciones sociales de los demás miembros de la familia de Omar.
Tras varias vicisitudes ambos jóvenes continúan juntos y regentando dos nuevas lavanderías.

## Reparto
| Actor              | Personaje          |
| ------------------ | ------------------ |
| Gordon Warnecke    | Omar Ali           |
| Daniel Day-Lewis   | Johnny Burfoot     |
| Saeed Jaffrey      | Nasser Ali         |
| Roshan Seth        | Hussein "Papa" Ali |
| Derrick Branche    | Salim N. Ali       |
| Rita Wolf          | Tania N. Ali       |
| Souad Faress       | Cherry N. Ali      |
| Richard Graham     | Genghis            |
| Shirley Anne Field | Rachel             |
| Stephen Marcus     | Moose              |

## Producción
My Beautiful Laundrette es el tercer largometraje de Stephen Frears y el primer guion del escritor Hanif Kureishi. Filme de bajo presupuesto, fue rodado en seis semanas en 16mm, y en principio estaba destinado a la televisión. Fue tan bien acogido por la crítica en el Festival Internacional de Cine de Edimburgo que su distribución internacional se hizo en 35mm. Se considera como uno de los mayores éxitos británicos de crítica y de público del año 1986.
El guion de Kureishi fue nominado para varios premios entre ellos el Oscar al mejor guion original y en los Premios BAFTA, y fue premiado por la Sociedad Nacional de Críticos de Cine de Estados Unidos.